# Alfred Loisy
Pour les articles homonymes, voir Loisy.
Alfred Loisy, né le 28 février 1857 à Ambrières (Marne) et mort le 1er juin 1940 à Ceffonds (Haute-Marne), est un prêtre, théologien et exégète catholique français.
La publication de son ouvrage L'Évangile et l'Église en 1902 est souvent décrite comme le déclencheur de la crise moderniste qui traverse l'Église catholique. Excommunié en 1908, il est nommé l'année suivante au Collège de France où il occupe la chaire d'Histoire des religions.
Son œuvre a contribué à ouvrir la voie à l'application de la méthode historico-critique pour l'exégèse de la Bible.

## Biographie
Sa famille d'agriculteurs n'était pas d'une piété fervente mais l'enfant était porté sur les études et trop peu robuste pour labourer la terre. Après ses études primaires, il poursuit ses études au collège public de Vitry-le-François. Puis sa famille l'envoie au collège épiscopal de Saint-Dizier où l'idée lui vient d'entrer au séminaire. Sa décision étant peu mûrie et surprenante, le directeur du collège, prêtre et peu suspect d'anticléricalisme, tenta de l'en détourner, lui disant de passer le baccalauréat avant, ce que Loisy accepta sans problèmes.
En 1874, Loisy entre au grand séminaire de Chalons-sur-Marne sans avoir passé son baccalauréat. Le séminaire le déçoit et il songe à se faire moine, mais cette fois, un de ses professeurs « fut assez habile pour [l]'y faire renoncer de [lui]-même. » 
Après avoir été ordonné sous-diacre, il est envoyé à l’École de théologie de l'Institut catholique de Paris. Tombé malade, il revient en Champagne où il est ordonné diacre (mars 1879) puis prêtre (juin 1879). Il est alors brièvement curé de Broussy-le-Grand puis de Landricourt avant d'être nommé à Paris sur la recommandation de Duchesne.
Il a tracé de ses maîtres des portraits caustiques. Il suit les cours d'assyriologie d'Arthur Amiaud à l'École pratique des hautes études. À l'Institut catholique de Paris, où il entra par la suite, il avança si vite dans l'étude de l'hébreu que le recteur, Maurice d'Hulst, lui confia rapidement un cours. Dès 1886 il est chargé de l'enseignement de l’Écriture sainte à l'Institut Catholique de Paris tout récemment ouvert. La publication de sa leçon de clôture de l'année 1891-1892, intitulée  La composition et l'interprétation historique des Livres Saints l'expose à l'hostilité de sa hiérarchie. Il y affirme que les Écritures Sacrées posent des problèmes d'histoire et doivent être examinées d'abord selon la méthode historico-critique pour n'être examinées qu'ensuite selon les principes de l'exégèse religieuse et de l'orthodoxie théologique. Il affirme aussi que la composition du Pentateuque ne peut être attribuée à Moïse ou que la création du monde en six jours selon la Genèse ne peut reposer sur la moindre vraisemblance historique. Maurice d'Hulst, qui l'avait soutenu jusque-là, le suspend d'abord d'enseignement, puis le révoque définitivement en 1893. Il est nommé aumônier, chargé de l'éducation des jeunes filles dans un couvent de dominicaines à Neuilly. Il n'en continue pas moins ses recherches, publiant sous des pseudonymes, mais se trouve en porte-à-faux de plus en plus prononcé avec les dogmes de l'Église catholique. Tombé gravement malade en 1899, il quitte son aumônerie et croit devoir l'année suivante renoncer par honnêteté à la petite pension que l'archevêché sert aux prêtres infirmes.
C'est alors que des amis le font nommer à l'École pratique des hautes études, ce qui prenait de court sa hiérarchie : « censurer un enseignement donné en Sorbonne paraissait un coup trop hardi, et l'on n'y pensa pas, au moins sous Léon XIII. » En 1902, entendant réfuter L'Essence du christianisme (Das Wesen des Christentums) du théologien protestant Adolf von Harnack, Loisy fait paraître L'Évangile et l'Église. Ce livre, qu'on appellera le petit livre rouge, pour son format et la couleur de la couverture, fait un énorme scandale ; il est condamné dans plusieurs diocèses, Rome s'abstenant toujours de s'engager. En 1903, Loisy publie Autour d'un petit livre qui fait l'histoire des remous suscités par son précédent ouvrage.
L'avènement de Pie X précipite les choses : en décembre 1903, cinq de ses livres sont mis à l'Index. Dans la constitution apostolique Lamentabili Sane Exitu (1907), Pie X condamne formellement 65 propositions dites « modernistes », rappelées dans l'encyclique Pascendi promulguée en 1907, qui rejette notamment les thèses d'Alfred Loisy. Ayant refusé de se soumettre à cette dernière, Loisy fait l'objet d'un décret d'excommunication vitandus (devoir pour tout catholique de l'éviter) par la Congrégation du Saint-Office le 7 mars 1908.
L'année suivante, il est nommé à la chaire d'histoire des religions du Collège de France. Pendant la Grande Guerre, Loisy écrit deux ouvrages en rapport avec le conflit en cours : Guerre et religion (deux éditions, 1915), et Mors et Vita (1916, 1917). Un an après sa retraite, il fait paraître La Naissance du christianisme, en 1933 et réfute en 1934 la thèse mythique de Paul Louis Couchoud qui lui avait pourtant organisé son Jubilé en 1927. Cela brouille les deux hommes.
Alfred Loisy meurt en 1940. Il est inhumé à Ambrières.

## Le Royaume et l'Église
Dans son ouvrage en réplique à la « philippique foncièrement anticatholique » du protestant  Harnack, Loisy aura ces mots devenus célèbres mais souvent cités à contre-sens : « Jésus annonçait le Royaume, et c'est l'Église qui est venue ». Cette formule à succès, qui entend désavouer la définition platonicienne de la religion défendue par Harnack, attise paradoxalement la crise moderniste couvant déjà au sein de l'Église romaine, alors que remise dans son contexte, il apparaît pourtant que Loisy défend la continuité entre l'Évangile et l'Église : 

« Jésus annonçait le Royaume, et c'est l'Église qui est venue. Elle est venue en élargissant la forme de l'Évangile, qui était impossible à garder telle quelle, dès que le ministère de Jésus eut été clos par la Passion. Il n'est aucune institution sur la terre ni dans l'histoire des hommes dont on ne puisse contester la légitimité et la valeur, si l'on pose en principe que rien n'a droit d'être que dans son état originel. Ce principe est contraire à la loi de la vie, laquelle est un mouvement et un effort continuel d'adaptation à des conditions perpétuellement variables et nouvelles. Le christianisme n'a pas échappé à cette loi, et il ne faut pas le blâmer de s'y être soumis. Il ne pouvait pas faire autrement. »

— Alfred Loisy, L'Évangile et l'Église

## Distinctions
- Officier de la Légion d'honneur (13 juillet 1932)[11]
- Officier d'académie

## Œuvres
- 1890, Histoire du canon de l'Ancien Testament, Paris : Letouzey et Ané, 259 p.
- 1892-1893, Histoire critique du texte et des versions de l'Ancien Testament.
- 1898-1899, Loisy rédige un traité La Vraie Foi dans le temps présent qui reste inédit.
- 1901, Les Mythes babyloniens et les premiers chapitres de la Genèse, Paris : Picard, 212 p.
- 1901, 1906, 1933, La Religion d'Israël (dans lequel il affirme que le Pentateuque n'est pas un document historique[12])
- 1902, Études évangéliques, Paris : Picard, 333 p.
- Alfred Loisy, L'Évangile et l'Église, Paris, A. Picard, 1902 (lire en ligne), 234 p.
- 1903, Le discours sur la montagne, Paris : Picard, 143 p.
- 1903, Études bibliques, Paris : Picard, 335 p.
- 1903, Autour d'un petit livre, Paris : Picard, 303 p. ; Réédition Théolib Paris 2014  (ISBN 978-2-36500-092-5)
- 1903, Le Quatrième Évangile, Paris : Picard, 960 p.
- 1906, Morceaux d'exégèse, Paris : Picard, 215 p.
- 1907-1908, Les Évangiles synoptiques, Ceffonds : chez l'auteur (2 vol.), 1014 et 818 p.
- 1908, Simples réflexions sur le décret du Saint-Office "Lamentabile sane exitu" et sur l'encyclique "Pascendi dominici gregis", Ceffonds : chez l'auteur, 277 p. ; 2e éd., 307 p.
- 1908, Quelques lettres sur des questions actuelles et sur des événements récents, Ceffonds, chez l'auteur, 291 p.
- 1908, La religion d'Israël, Ceffonds : chez l'auteur, 297 p.
- 1909, Leçon d'ouverture du cours d'histoire des religions au Collège de France, Paris : Nourry, 43 p.
- 1910, Jésus et la tradition évangélique, Paris : Nourry, 287 p.
- 1911, À propos d'histoire des religions, Paris : Nourry, 326 p.
- 1912, Choses passées, autobiographie, publiée par l'Union pour la Vérité ; Paris : Nourry, 1913.
- 1916, L'Épître aux Galates, Paris : Nourry, 204 p.
- 1917, La Religion, Paris : Nourry[13], 315 p.
- 1917,  Mors et vita, Paris : Nourry (2e éd.), 93 p.
- 1919, De la discipline intellectuelle, Paris : Nourry., 191 p.
- 1919, La paix des nations et la religion de l'avenir, Paris : Nourry, 31 p.
- 1919 Les Mystères païens et le Mystère chrétien
- 1920, Les Actes des Apôtres, Paris : Nourry., 963 p.
- 1920, Essai historique sur le sacrifice, Paris : Nourry, 550 p.
- 1922, La passion de Marduk, sacrifices cananéens et sacrifice israélite, la légende de Jésus, in : Revue d'histoire et de littérature religieuse, n° 3, Paris : Nourry.
- 1922, Les livres du Nouveau Testament, Paris : Nourry, 714 p.
- 1923, La Morale humaine, Paris : Nourry, 298 p.
- 1923, L'Apocalypse de Jean, Paris, Émile Nourry, 1923, gd in-16°, 404 p.
- 1925, Les Actes des Apôtres, Paris : Nourry, 963 p.
- 1925, L'évangile et la France, Paris : Nourry, 325 p.
- 1926, Religion et humanité, Paris : Nourry., 266 p.
- 1928, La morale humaine, Paris : Nourry (2e éd. augmentée), 306 p.
- 1928, Congrès d'histoire du christianisme, Paris : Rieder (3 vol.), 272, 274 et 248 p.
- 1930, Les mystères païens et le mystère chrétien, Paris : Nourry. (2e éd. augmentée), 349 p.
- 1933 La Naissance du christianisme, Paris : Nourry, 452 p.
- 1933, La religion d'Israël, Paris : Nourry (2e éd. augmentée), 328 p..
- 1934, Le mandéisme et les origines chrétiennes, Paris : Nourry, 180 p.
- 1934, Y a-t-il deux sources de la religion et de la morale ?, Paris : Nourry, 224 p.
- 1935, Remarques sur la littérature épistolaire du Nouveau Testament, Paris : Nourry, 203 p.
- 1936 Les Origines du Nouveau Testament, Paris : Nourry, 375 p.
- 1937, La crise morale du temps présent et l'éducation humaine, Paris : Nourry., 372 p.
- 1938, Autres mythes à propos de la religion, Paris : Nourry, 142 p.
- 1939, Un mythe apologétique, Paris : Nourry, 192 p.
- 1966, De la mort à l'espérance, Paris : Beauchesne (préface de Gabriel Marcel, commentaire par le P. Carré), 158 p.
- 2001 L'Evangile et l'Église, Autour d'un petit livre, Jésus et la tradition évangélique, trois livres présentés par Jérôme Prieur et Gérard Mordillat, Paris, Noésis,
- 2003 Écrits évangélique, textes choisis et présentés par Charles Chauvin, éditions du Cerf, 2003
- 2010 La Crise de la foi dans le temps présent, texte inédit édité par François Laplanche, p. 37-504, suivi des études de François Laplanche (« Une Église immuable, Une époque en mouvement », p. 507-551), Rosanna Clappa, (« La Réforme du régime intellectuel de l'Église catholique », p. 553-585), et Christoph Theobald (« L'Apologétique historique d'Alfred Loisy : Enjeux historiques et théologiques d'un livre inédit », p. 587-693), Brepols, Turnhout - Publications de l'École pratique des hautes études.